# Henk den Boon
A.H. (Henk) den Boon (Capelle aan den IJssel, 22 oktober 1948) is een Nederlands politicus van het CDA.
Na de Academie voor Beeldende Kunst koos hij toch voor een ambtelijke loopbaan. In 1966 werd hij ambtenaar bij de gemeente Krimpen aan den IJssel. Na het vervullen van zijn dienstplicht en werkzaam te zijn geweest bij de gemeenten Meerkerk, De Bilt en Lelystad werd hij in 1982 hoofd sociale zaken en welzijn bij de gemeente Ermelo. In november 1984 werd hij benoemd tot burgemeester van de toenmalige Groningse gemeente Middelstum. In juli 1989 volgde zijn benoeming tot burgemeester van de Zeeuwse gemeente Veere. Op 1 januari 1997 fuseerden de gemeenten Veere, Domburg, Mariekerke, Valkenisse en Westkapelle tot de nieuwe gemeente Veere waarvan Adrie de Bruijn (tot dan burgemeester van Valkenisse) de burgemeester werd. Vanaf februari 1997 was Den Boon waarnemend burgemeester van Heiloo waar een mogelijk toekomstige gemeentelijke herindeling speelde. Toen duidelijk werd dat Heiloo niet zou fuseren met buurgemeenten ontstond een vacature voor de burgemeester van Heiloo. In juli 1998 sprak de gemeenteraad zich uit voor het benoemen van Den Boon en op 1 december van dat jaar werd hij daar de kroonbenoemde burgemeester. In mei 2005 ging Den Boon vervroegd met pensioen.